# 小行星5775
小行星5775（英語：5775 Inuyama）是一颗围绕太阳公转的小行星。1989年9月29日，水野義兼、古田俊正在可儿市发现了此天体。
这颗小行星的绝对星等为135.742783466013等。